# Ýelena Rýabowa
Ýelena Rýabowa (russisch Елена Рябова Jelena Rjabowa, engl. Transkription Yelena Ryabova; * 3. November 1990) ist eine turkmenische Sprinterin.

## Sportliche Laufbahn
Erste Erfahrungen bei internationalen Meisterschaften sammelte Ýelena Rýabowa bei den Asienmeisterschaften 2009 in Guangzhou, bei denen sie über 100 und 200 Meter in der Vorrunde ausschied, wie auch bei den Asienspielen 2010 in Guangzhou und den Asienmeisterschaften 2011 in Kōbe. 2013 war sie in beiden Disziplinen für die Asienmeisterschaften in Pune gemeldet, trat aber in beiden Bewerben nicht an. Bei den Weltmeisterschaften in Moskau wurde sie im 200-Meter-Lauf in der ersten Runde disqualifiziert. 2016 nahm sie an den Olympischen Spielen in Rio de Janeiro teil und schied dort mit 25,45 s über 200 Meter in der ersten  Runde aus. 2017 nahm sie über 100 Meter an den Weltmeisterschaften in London teil, schied dort aber mit 12,27 s ebenfalls im Vorlauf aus. Anfang September schied sie bei den Asian Indoor & Martial Arts Games in Aşgabat über 60 Meter im Vorlauf aus und gewann mit der turkmenischen 4-mal-400-Meter-Staffel die Bronzemedaille.

## Persönliche Bestzeiten
- 100 Meter: 11,70 s, 29. April 2011 in Aşgabat
  - 60 Meter (Halle): 7,66 s, 18. Februar 2012 in Hangzhou
- 200 Meter: 24,10 s, 29. April 2011 in Aşgabat